# Cudzoziemiec (film)
Cudzoziemiec (ang. The Foreigner) – film sensacyjny produkcji amerykańsko-polskiej z 2003 roku. Film był kręcony od stycznia do marca 2002. W 2005 został zrealizowany sequel, pod tytułem Czarny świt.

## Fabuła
Jonathan Cold (Steven Seagal), były agent CIA rozważa rezygnację z pracy, jednak postanawia podjąć się jeszcze jednego zadania – misji dostarczenia bagażu z Francji do Niemiec. Już na dzień dobry spotykają go problemy. Podczas odbioru paczki od rosyjskich kurierów, w domu ciotki Marquetta zarówno Jonathan jak towarzyszący mu Lazare Dunois zostają zaatakowani przez niezidentyfikowanych napastników. Wywiązuje się strzelanina, w której giną obaj kurierzy i większość napastników. Jonathan i Dunois po wyjściu z chatki każą ciotce Marquetta iść w stronę miasta, a sami odjeżdżają. Jonathan podejrzewa, że to Dunois zaaranżował atak, bo znał przywódcę bandziorów, który jako jedyny zdołał uciec. Jonathan mówi o swoich podejrzeniach Marquettowi, a na efekt nie trzeba długo czekać. Dunois zabija nie tylko swojego szefa, ale i jego służącą i dwóch ludzi. Później zabija też przypadkowo spotkanego mężczyznę, by ukraść jego samochód. Tymczasem Jared Olyphant ma dość Jonathana i nasyła na niego swojego pracownika – pana Mimmsa, by ten uciszył Jonathana. Nie tylko Jared chce pozbyć się Colda. Żona bogatego biznesmena i jednocześnie adresata tajemniczej paczki – Meredith także nasyła na Jonathana zabójcę – Richarda. Tutaj powodem jest fakt, że Jonathan wydał kobiecie fałszywą paczkę, ta odkrywszy to postanowiła się zemścić. Richard dosyć szybko dopada Jonathana i zmusza go, by oddał prawdziwą paczkę. Cold zabiera go na dworzec, gdzie z jednej ze skrytek zostaje wyjęta paczka. Obaj idą do toalety. Richard chce sprawdzić zawartość i otwiera paczkę. Wtedy następuje eksplozja, która niszczy dworzec i zabija Richarda. Jonathan, który w ostatniej chwili wyskoczył przez okno, dzwoni do Van Aikenów i grozi Meredith zemstą. Tymczasem Mimms, który nadal śledzi Jonathana domyśla się co było przyczyną wybuchu (oficjalnie twierdzono, że wybuchł gaz). W pewnym momencie jadący samochodem Mimms dostrzega auto, które może należeć do Colda. Dogania pojazd na stacji benzynowej i zatrzymuje kierowcę. Gdy odkrywa, że mężczyzna nie jest Jonathanem – zabija go. Jakiś czas później Mimms odnajduje Colda i chce wykonać zlecenie, ale Jonathan proponuje mu układ. Mimms zrezygnuje z wykonania na nim zlecenia, a w zamian dostanie płytę z nazwiskami skorumpowanych, wysoko postawionych ludzi. Mimms zgadza się. Obaj jadą do kryjówki Jonathana. Tam Cold na chwilę odzyskuje kontrolę nad sytuacją, bo rozbraja Mimmsa. Chwilę później dochodzi do pojedynku. Jonathan wygrywa i odchodzi. Mimms wyjmuje drugi pistolet i gdy chce strzelić, Jonathan rzuca w niego płytą. Dysk eksploduje tuż przy Mimmsie i wypala mu olbrzymią dziurę w piersi. Siła eksplozji wyrzuca Mimmsa na zewnątrz, który wpada do jeziora i ginie. Wtedy pojawia się Dunois (mężczyzna powinien nie żyć, bo został kilkakrotnie postrzelony przez Mimmsa i wypadł przez okno). Cold ogłusza Dunois i wraz z Meredith uciekają z budynku. Tuż po ich odjeździe zjawiają się agenci CIA i wysadzają budynek w powietrze, ale Dunois ucieka. Podczas jazdy Meredith wyznaje Coldowi dlaczego tak wielu ludziom zależy na przesyłce. Paczka zawiera dowody, które mocno obciążają wysoko postawionych ludzi w związku z nielegalną produkcją broni chemicznej. Jonathan postanawia rozmówić się z Olyphantem. Konfrontacja kończy się śmiercią Jareda z rąk Jonathana. Cold udaje się teraz do Van Aikenów. Chce skonfrontować się z Jeromem – mężczyzną, któremu miał dostarczyć feralną paczkę. Wcześniej Jonathanowi udało się wedrzeć do domu Van Aikenów, ale teraz sprawa jest o tyle trudniejsza, że domu chroni więcej strażników. Z pomocą przychodzi Dunois. Jednak nim obaj realizują plan ataku na posiadłość konfrontują się. Dunois przyznaje się do zabicia Marquetta, co wywołuje w Coldzie złość. Jonathan początkowo chce zemścić się na zdradzieckim Francuzie, ale dociera do niego, że bez Dunois nie da rady wybić wszystkich strażników, więc zgadza się na towarzystwo Francuza, lecz ostrzega, że będzie go pilnował. Obaj wybijają wszystkich strażników i wchodzą do domu. Tam Dunois próbuje po kryjomu zabić Jonathana, ale okazuje się, że magazynek jest pusty. Jonathan momentalnie strzela do wspólnika i idzie dalej sam. Odnajduje Jeroma w salonie i konfrontuje się z nim. Jerome twierdzi, że wbrew temu co mówi jego żona, nie zlecił zestrzelenia samolotu, na którym leciał jej kochanek. Stwierdza, że nie zabiłby tak dużej liczby ludzi, by pozbyć się jednego człowieka. Jerome prosi Jonathana, by ten odnalazł i przyprowadził jego córkę, którą Meredith porwała. Jonathan zgadza się i wychodzi. Chwilę po jego wyjściu, Dunois dochodzi do siebie po postrzale i przychodzi do Van Aikena. Z rozmowy jaka się między nimi wywiązuje wynika, że Dunois cały czas działał na zlecenie Jeroma. Van Aiken zwalnia Francuza, twierdząc iż ten jest nieudolny. Dunois słysząc to oznajmia, że jego nowy pracodawca ma inne zdanie i jak gdyby nigdy nic odwraca się i zabija Jeroma. Tymczasem Jonathan dociera do Norwegii, do domu Stephana Stockwella. Tam przed chatką widzi otwartą, czarną limuzynę. Jonathan podejrzewając zasadzkę idzie do środka. Jego przeczucia okazują się słuszne kiedy widzi związane Meredith i jej córkę, a do niego podkrada się uzbrojony w strzelbę mężczyzna. Jonathan pozoruje poddanie się i korzystając z nieuwagi nieznajomego wyrywa mu strzelbę i zabija go. Z tej samej strzelby zabija jeszcze dwóch napastników, w tym znajomego Dunois. Na ostatniego z bandziorów Jonathanowi nie wystarcza amunicji, ale wpada na inny pomysł. Cold kopie w niego otwarty kanister. Mężczyzna traci pistolet i zostaje oblany benzyną. Jonathan odpala zapalniczkę i upuszcza ją na podłogę. Ogień błyskawicznie dociera do nieznajomego. Mężczyzna momentalnie staje w płomieniach. Jonathan przewraca go na koniec mocnym kopnięciem i zabrawszy Meredith i Clarissę wybiega na zewnątrz. Jonathan zabiera je do swojego mieszkania w Paryżu. Gdy wydaje się, że to koniec kłopotów, nieznany mężczyzna próbuje porwać Clarissę. Jonathan przepędza go i każe Meredith czekać z córką w restauracji, a sam chce zbadać okolicę. Gdy wraca, po Meredith i Clarissie nie ma śladu. Wściekły Jonathan wraca do mieszkania. Tam spotyka Dunois. Francuz z uśmiechem na twarzy informuje Colda o wyjeździe Meredith i daje mu liścik od niej. Jonathan postawia rozmówić się w końcu ze zdradzieckim Francuzem. Dochodzi do pojedynku, w którym Jonathan zabija Dunois. Jakiś czas później Cold płynie łódką i czyta list od Meredith.

## Obsada
- Steven Seagal – Jonathan Cold
- Jeffrey Pierce – Sean Cold
- Harry Van Gorkum – Jerome Van Aken
- Max Ryan – Dunoir
- Anna-Louise Plowman – Meredith Casey
- Gary Raymond – Jared Olyphant
- Philip Dunbar – Alexander Marquee
- Sherman Augustus – pan Mimms
- Deobia Oparei – Nieznajomy
- Przemysław Saleta – Strażnik w rezydencji
- Grzegorz Emanuel – Jonathan Look Alike
- Mirosław Zbrojewicz – Człowiek z blizną
- Grzegorz Mostowicz – Płonący napastnik
- Grzegorz Kowalczyk – Kierowca
- Izabela Okrasa – Klarysa
- Ireneusz Kozioł – Rosjanin
- Tomasz Tomaszewski – Ochroniarz
- Jacek Samojłowicz – Napastnik
- Ryszard Kluge – Oficjel
- Lech Dyblik – Brian
- Mariusz Zalejski – Człowiek na farmie
- Łukasz Jakóbiak – Kelner w Paris Brasserie